# Kaapinlampi
Kaapinlampi eller Kaupinlampi är en sjö i Finland. Den ligger i kommunen Suomussalmi i landskapet Kajanaland, i den nordöstra delen av landet, 600 km norr om huvudstaden Helsingfors. Kaapinlampi ligger 265 meter över havet. Arean är 36 hektar och strandlinjen är 3,06 kilometer lång. Sjön  ingår i Uleälvens huvudavrinningsområde. 